# Sir Lord Baltimore
Sir Lord Baltimore är ett amerikanskt hårdrocksband som grundades i Brooklyn, New York 1968 och är aktivt än idag även om det var splittrat i mer än 30 år. Sir Lord Baltimore är pionjärer inom heavy metal. I en artikel skriven 1971 i det amerikanska rockmagasinet Creem, användes det första dokumentarade fallet av begreppet heavy metal för att beskriva musikstilen i gruppens debutplatta Kingdom Come. Bandet nämns ofta som "the godfathers of stoner rock".

## Medlemmar
Senaste medlemmar
- John Garner – sång, trummor (1968–1976, 2006–2015; död 5 december 2015)

Tidigare medlemmar
- Louis Dambra – gitarr (1968–1976, 2007)
- Gary Justin – basgitarr (1968–1976)
- Joey Dambra – gitarr (1970–1972)
- Tony Franklin – basgitarr (2006)
- Janne Stark – gitarr (2007–2008)

Gästartister
- Anthony Guido – gitarr (2006)
- Sam Powell – basgitarr (2006)

## Diskografi
Studioalbum
- 1970 – Kingdom Come (1970 Mercury Records, 2007 Anthology Recordings)
- 1971 – Sir Lord Baltimore (Mercury Records)
- 2006 – Sir Lord Baltimore III Raw (JG Records)

Singlar
- 1970 – "Hard Rain Fallin'" / "Lady of Fire"
- 1971 – "Master Heartache" / "I Got a Woman"

Samlingsalbum
- 1994 – Kingdom Come/Sir Lord Baltimore (1994 PolyGram, 2003 Red Fox)